# غزوه قرقرةالکدر
رویداد قَرقَرة الکُدرْ یا غزوه قرقرةالکدر در سال دوم هجری (و به روایتی دیگر ۳ هجری) و در ماه شوال و به روایتی آخر رمضان روی داد. قرقرة الکدر نام محل و آبی است از قبیله بنی‌سلیم که در بیرون از مدینه به فاصله دو روز راه (سه منزل) ساکن بودند. دلیل این غزوه این بود که به محمد پیامبر اسلام خبر رسید که عده‌ای از قبائل بنی‌سلیم و بنی‌غطفان در محل قَرقَرة الکُدرْ جمع شده که در مقابل خون‌هائی که از قریش ریخته شده به مدینه حمله کنند، پیامبر؛ عبدالله مکتوم انصاری و به روایتی سباع بن عرفطه غفاری را در مدینه به جانشینی منصوب کرد و پرچم را به دست علی بن ابی طالب داد و با ۲۰۰ نفر از اصحاب به سمت آنجا حرکت کرد پس از دو روز به آنجا رسیدند ولی آنان اموال و چهارپایان را رها کرده و از آنجا رفته بودند لذا علی بن ابی طالب بازگشت.
پس از آن خود پیامبر به همراه مبارزانی به تعداد دویست نفر به سوی قرقره الکدر به راه افتاد. پس از ورود پیامبر جنگجویان قبائل بنی‌سلیم و بنی‌غطفان آنجا را ترک کرده بودند اما نشانه‌های شتران و گوسفندان آن‌ها باقی مانده بود.
پیامبر اسلام افراد خود را به بالای ارتفاعات و اطراف آن محل برای یافتن نیروهای دشمن فرستاد ولی سپاهیان مسلمان به کسی دست نیافتند. آنان تنها به شبانانی برخوردند که شتران بنی‌سلیم و بنی‌غطفان را در آن منطقه می‌چرانیدند. مسلمانان، چوپانان را اسیر و چهارپایانشان را به غنیمت گرفتند. در میان شبان‌های دربند، نوجوانی بود به نام "یسار" که در توزیع غنایم نبرد، نصیب محمد پیامبر اسلام گردید.
محمد بن عبدالله پس از مدتی وی را آزاد کرد.  پیامبر اسلام و مسلمانان، بدون هیچ گونه درگیری با اهالی بنی‌سلیم و بنی‌غطفان به همراه غنایم جنگی به مدینه بازگشت.
در پایان این جنگ پیامبر اسلام خمس غنائم را جدا کرد و مابقی را بر اصحاب قسمت کرد به طوریکه هر کس ۲ نفر شتر رسید. این جنگ بدون خونریزی ۱۵ و به روایتی ۶ روز به طول انجامید.